# Article 170 de la Constitution belge
L' article 170 de la Constitution belge fait partie du titre V Des finances. Il permet à l'État fédéral, aux communautés et aux régions de prélever l'impôt pour autant qu'il soit consenti par une assemblée démocratiquement élue — on parle de principe de légalité de l'impôt. Il consacre également une autonomie fiscale des entités décentralisées que sont les provinces et les communes. 
Il date du 7 février 1831 et était à l'origine — sous l'ancienne numérotation — l'article 110. Il a été révisé le 20 juillet 1970, le 29 juillet 1980 et le 6 janvier 2014. 

## Le texte
« § 1er. Aucun impôt au profit de l'État ne peut être établi que par une loi. 
 §2. Aucun impôt au profit de la communauté ou de la région ne peut être établi que par un décret ou une règle visée à l'article 134. 
 La loi détermine, relativement aux impositions visées à l'alinéa 1er, les exceptions dont la nécessité est démontrée. 
 §3. Aucune charge, aucune imposition ne peut être établie par la province ou la collectivité supracommunale que par une décision de son conseil. 
 La loi détermine, relativement aux impositions visées à l'alinéa 1er, les exceptions dont la nécessité est démontrée. 
 La loi peut supprimer en tout ou en partie les impositions visées à l'alinéa 1er. 
 §4. Aucune charge, aucune imposition ne peut être établie par l'agglomération, par la fédération de communes et par la commune que par une décision de leur conseil. 
 La loi détermine, relativement aux impositions visées à l'alinéa 1er, les exceptions dont la nécessité est démontrée. »